# 노무라 마유카
노무라 마유카(일본어: 野村 真悠華 のむら まゆか[*], 1989년 1월 11일 ~ )는 일본의 여성 성우. 도쿄도 출신. VIMS 소속.

## 주요 출연작

### 애니메이션
- 2013년
  - 레스큐 ME! - 시미즈 사야카

- 2014년
  - 냐면 - 시오
  - 천진난만의 낙원 - 하루카제 코노미

- 2015년
  - 몬스터 아가씨가 있는 일상 - 수

- 2016년
  - 하이 스쿨 플릿 - 히라가
- 2017년
  - 키리노, 릿카, 리오, 오오카미 - 올 스타즈 - 수

### 게임
- 2011년
  - 걸 건 - 코스기 네네코, 쿠스노키 미호, 후지사와 코노리

- 2013년
  - 엑스블레이즈 - Es

- 2015년
  - 소레요리노 전주시 - 사쿠라이 마유라
  - 환수계약 크립트랙트 - 저승의 무녀 아누비스, 페르샤=루
  - 에이지 오브 이슈타리아 - 그리말킨, 이슈왈, 하티, 니니기, 스콜, 아둘, 카라구니

- 2016년
  - 블레이블루: 센트럴 픽션 - Es

- 2017년
  - 금빛 러브리체 - 쿠류 아카네
  - 천화백검 -참- - 고코타이 요시미츠

- 2019년
  - 금빛 러브리체 Golden Time - 쿠류 아카네

### 드라마 CD
- Yummy! - 카오리